# سان میگل دل آریو
سان میگل دل آریو (به اسپانیایی: San Miguel del Arroyo) یک شهرستان در اسپانیا است که در استان وایادولید واقع شده‌است.